# SNRPC
SNRPC (англ. Small nuclear ribonucleoprotein polypeptide C) – білок, який кодується однойменним геном, розташованим у людей на короткому плечі 6-ї хромосоми. Довжина поліпептидного ланцюга білка становить 159 амінокислот, а молекулярна маса — 17 394.
| 10         |  | 20         |  | 30         |  | 40         |  | 50         |
| ---------- |  | ---------- |  | ---------- |  | ---------- |  | ---------- |
| MPKFYCDYCD |  | TYLTHDSPSV |  | RKTHCSGRKH |  | KENVKDYYQK |  | WMEEQAQSLI |
| DKTTAAFQQG |  | KIPPTPFSAP |  | PPAGAMIPPP |  | PSLPGPPRPG |  | MMPAPHMGGP |
| PMMPMMGPPP |  | PGMMPVGPAP |  | GMRPPMGGHM |  | PMMPGPPMMR |  | PPARPMMVPT |
| RPGMTRPDR  |  |            |  |            |  |            |  |            |

A: Аланін

C: Цистеїн

D: Аспарагінова кислота

E: Глутамінова кислота

F: Фенілаланін

G: Гліцин

H: Гістидин

I: Ізолейцин

K: Лізин

L: Лейцин

M: Метіонін

N: Аспарагін

P: Пролін

Q: Глутамін

R: Аргінін

S: Серин

T: Треонін

V: Валін

W: Триптофан

Кодований геном білок за функціями належить до рибонуклеопротеїнів, фосфопротеїнів. 
Задіяний у такому біологічному процесі, як ацетилювання. 
Білок має сайт для зв'язування з іонами металів, іоном цинку, РНК. 
Локалізований у ядрі.